# 丹巴栒子
丹巴栒子（学名：Cotoneaster harrysmithii）为蔷薇科栒子属的植物，为中国的特有植物。分布在中国大陆的四川等地，生长于海拔2,300米至2,850米的地区，多生在山坡灌木丛中，目前尚未由人工引种栽培。